# Edgar Moreira da Cunha

Wappen von Edgar Moreira da Cunha

Edgar Moreira da Cunha SDV (* 21. August 1957 in Riachão do Jacuípe Bahia, Brasilien) ist Bischof von Fall River in den USA.

## Leben
Edgar Moreira da Cunha trat der Ordensgemeinschaft der Vokationisten bei, legte die Profess am 11. Februar 1975 ab und empfing am 27. März 1982 die Priesterweihe.
Papst Johannes Paul II. ernannte ihn am 27. Juni 2003 zum Titularbischof von Ucres und Weihbischof in Newark. Die Bischofsweihe spendete ihm der Erzbischof von Newark, John Joseph Myers, am 3. September desselben Jahres; Mitkonsekratoren waren Nicholas Anthony DiMarzio, Bischof von Brooklyn, und Arthur Joseph Serratelli, Weihbischof in Newark.
Papst Franziskus ernannte ihn am 3. Juli 2014 zum Bischof von Fall River.